# Supercoupe de Belgique de rugby à XV
Pour les articles homonymes, voir Supercoupe de Belgique.
La Supercoupe de Belgique de rugby à XV est une compétition de rugby à XV qui oppose depuis 2009 le vainqueur du championnat de Belgique au vainqueur de la coupe de Belgique. Le match se joue en septembre, en ouverture de la nouvelle saison. Le trophée remis au vainqueur, intitulé Les rebonds de la mémoire, est une œuvre de Jean-Pierre Rives.

## Historique
Un match de bon niveau national avec en plus un enjeu non négligeable a poussé la création de cette supercoupe. En 2011, lors de la troisième édition, le Kituro RC, champion sortant, remporte la supercoupe en battant 23-22 le Boitsfort RC grâce à un essai marqué en fin de rencontre. En 2013, la supercoupe féminine est créée et voit Dendermonde la remporter, 22 à 5, contre Leuven.

## Palmarès
| Date              | Vainqueur du championnat | Score   | Vainqueur de la coupe | Lieu                                 |
| ----------------- | ------------------------ | ------- | --------------------- | ------------------------------------ |
| 26 septembre 2009 | Kituro RC                | 6 - 15  | ASUB Waterloo         | Annexe A - Stade Baudouin, Bruxelles |
| 5 septembre 2010  | Boitsfort RC             | 7 - 20  | RC Soignies           | Stade Adeps de Jambes, Namur         |
| 11 septembre 2011 | Kituro RC                | 23 - 22 | Boitsfort RC          | Stade Adeps de Jambes, Namur         |
| 25 août 2012      | Kituro RC                | 12 - 5  | RC Frameries          | Stade Luc-Varenne, Tournai           |
| 24 août 2013      | ASUB Waterloo            | 10 - 17 | Boitsfort RC          | Annexe A - Stade Baudouin, Bruxelles |
| 6 septembre 2014  | ASUB Waterloo            | 30 - 0  | Boitsfort RC          | Stade du Pachy, Waterloo             |
| 5 septembre 2015  | ASUB Waterloo            | 38 - 0  | Kituro RC             | Ottignies                            |
| 3 septembre 2016  | ASUB Waterloo            | 20 - 7  | Dendermondse RC       | Ottignies                            |

## Bilan par club
| Club            | Titre(s) | Premier(s) - Dernier(s) |
| --------------- | -------- | ----------------------- |
| ASUB Waterloo   | 4        | 2009-2016               |
| Royal Kituro RC | 2        | 2011-2012               |
| RC Soignies     | 1        | 2010                    |
| Boitsfort RC    | 1        | 2013                    |